# Topolovățu Mare
Topolovățu Mare (Hongaars: Nagytopoly, Duits: Grosstoplowetz) is een gemeente in het Roemeense district Timiș en ligt in de regio Banaat in het westen van Roemenië. De gemeente telt 2754 inwoners (2005).

## Geschiedenis
In 1717 werd Topolovățu Mare officieel erkend. Door de overstromingen van 2005 werd er 1 gebouw verwoest en 8 gebouwen werden aangetast binnen de gemeente.

## Geografie
De oppervlakte van Topolovățu Mare bedraagt 99,88 km², de bevolkingsdichtheid is 28 inwoners per km².
De gemeente bestaat uit de volgende dorpen: Cralovăț, Ictar-Budinț, Iosifalău, Șuștra, Topolovățu Mare, Topolovățu Mic.

## Demografie
Van de 2973 inwoners in 2002 zijn 2522 Roemenen, 59 Hongaren, 30 Duitsers, 37 Roma's en 325 (vooral Serviër van andere etnische groepen.
Onderstaande figuur toont het verloop van het inwoneraantal vanaf 1880.

## Politiek
De burgemeester van Topolovățu Mare is Iosif Ioan Neșcu (PSD).
Balinț · Banloc · Bara · Bârna · Beba Veche · Becicherecu Mic · Belinț · Bethausen · Biled · Birda · Bogda · Boldur · Brestovăț · Cărpiniș · Cenad · Cenei · Checea · Chevereșu Mare · Comloșu Mare · Coșteiu · Criciova · Curtea · Darova · Denta · Dudeștii Noi · Dudeștii Vechi · Dumbrava · Dumbrăvița · Fibiș · Fârdea · Foeni · Gavojdia · Ghilad · Ghiroda · Ghizela · Giarmata · Giera · Giroc · Giulvăz · Gottlob · Iecea Mare · Jamu Mare · Jebel · Lenauheim · Liebling · Lovrin · Margina · Mașloc · Mănăștiur · Moravița · Moșnița Nouă · Nădrag · Nițchidorf · Ohaba Lungă · Orțișoara · Parța · Pădureni · Peciu Nou · Periam · Pietroasa · Pișchia · Racovița · Remetea Mare · Sacoșu Turcesc · Saravale · Satchinez · Săcălaz · Secaș · Sânandrei · Sânmihaiu Român · Sânpetru Mare · Șag · Şandra · Știuca · Teremia Mare · Tomești · Tomnatic · Topolovățu Mare · Tormac · Traian Vuia · Uivar · Valcani · Variaș · Victor Vlad Delamarina · Voiteg